# 雅科夫·雷利斯基
雅科夫·阿努夫里耶维奇·雷利斯基（俄语：Яков Ануфриевич Рыльский，1928年10月25日—1999年12月9日），苏联男子击剑运动员。他曾获得1964年夏季奥运会男子佩剑团体金牌和1956年夏季奥运会男子佩剑团体铜牌。